# Maldane californiensis
Maldane californiensis är en ringmaskart som beskrevs av Green 1991. Maldane californiensis ingår i släktet Maldane och familjen Maldanidae. Inga underarter finns listade i Catalogue of Life.